# Paphlagonia

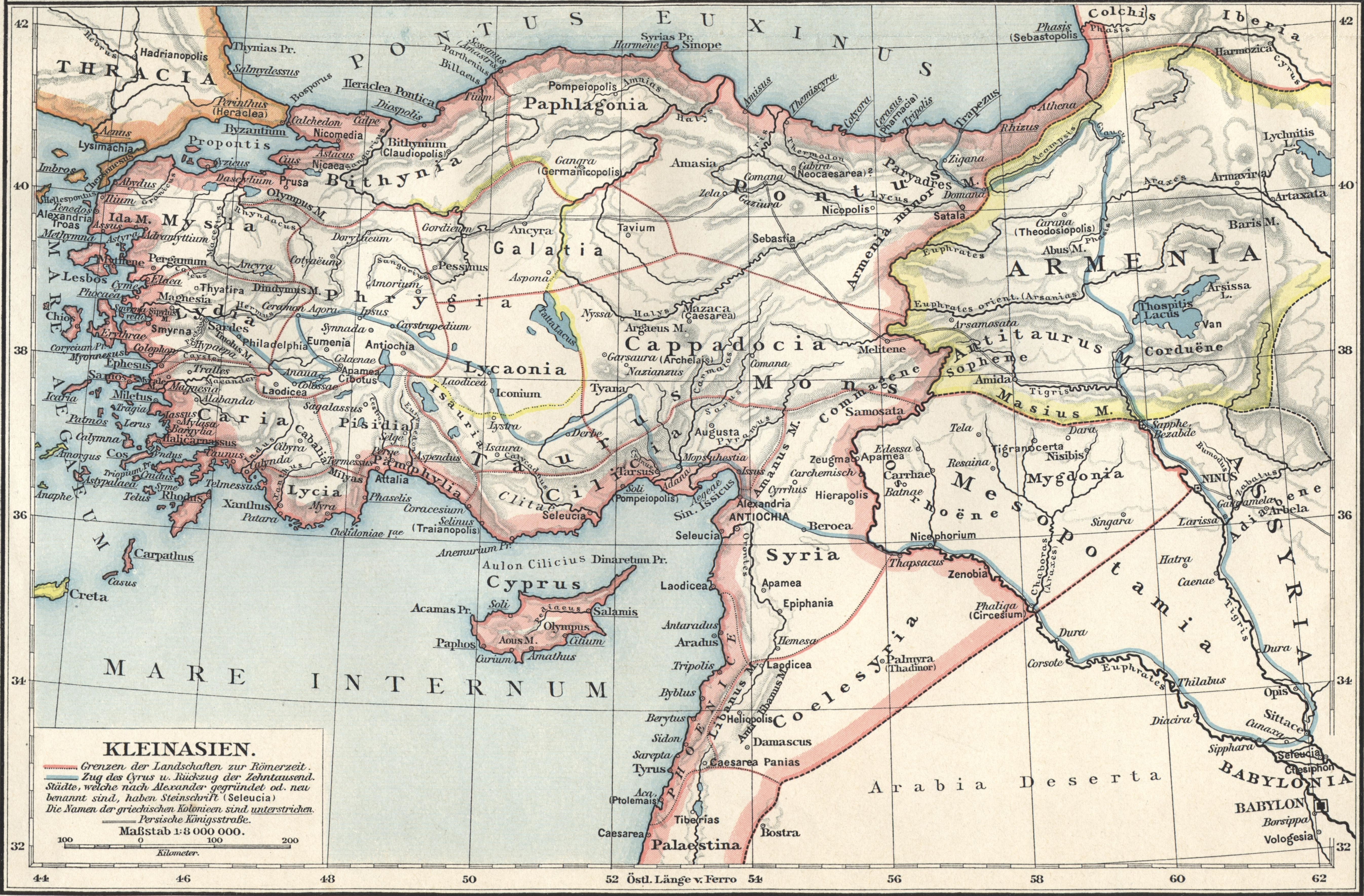
Kis-Ázsia az ókorban

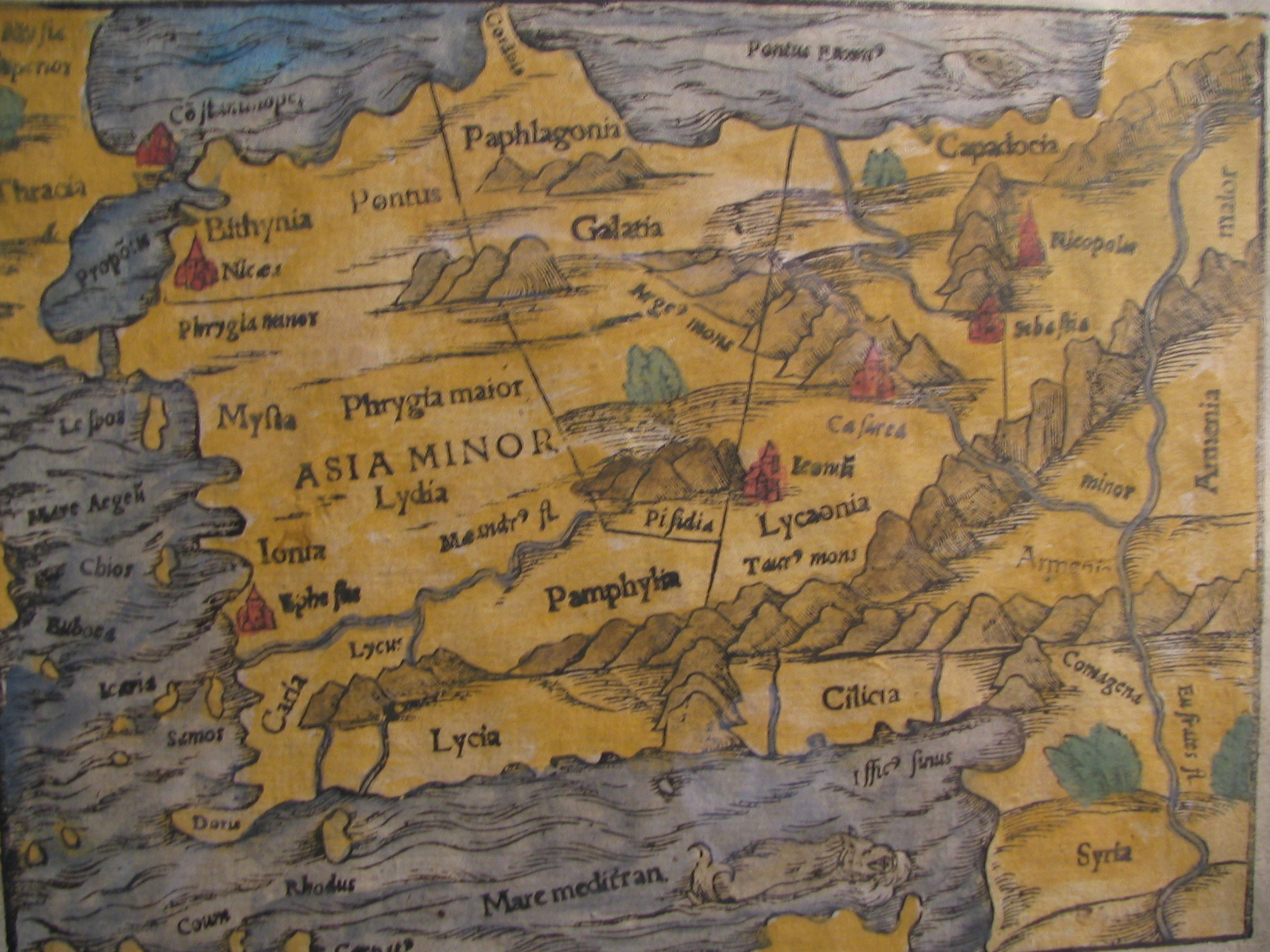
Kis-Ázsia egy 15. századi térképe Paphlagonia domborzati viszonyait is szemléltetve

Paphlagonia Kr. u. 842-ben

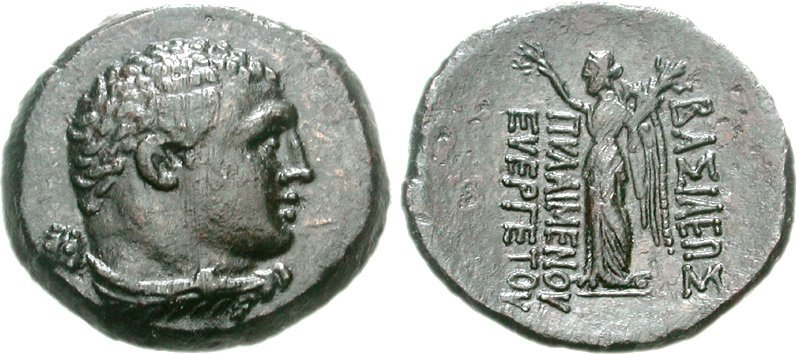
II./III. Pülaimenész Euergetész, Paphlagonia királya Kr. e. 133–103 között

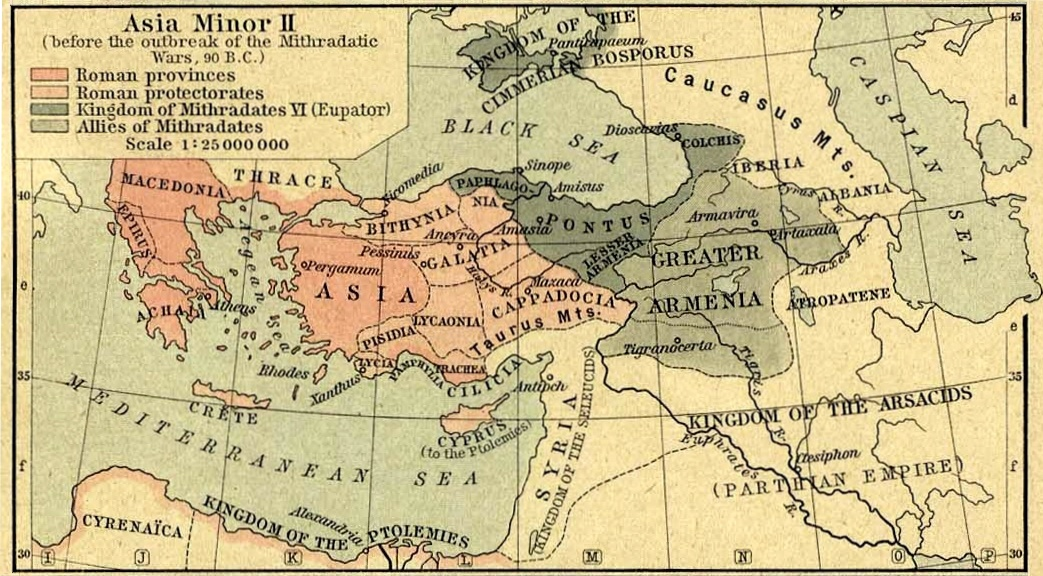
Paphlagonia római provincia Kr. u. 90 v. körül.

Paphlagonia (görögül: Παφλαγονία, modern átírásban Paflagonía; török: Paflagonya) ókori régió volt a Fekete-tenger déli partján, Anatólia északi-középső partvidékén, Nyugaton Bithünia, keleten Pontosz határolta, Phrügiától a Bithüniai Olümposz keleti nyúlványa választotta el. Sztrabón szerint a Parthenius folyó képezte a régió nyugati, a Halüsz folyó pedig a keleti határát. 
Nevét állítólag Paphlagon után kapta, aki Phineus mitológiai alak fia volt. Más forrás szerint az elnevezés az indoeurópai nyelvet beszélő pala nép után kapta, akik a hettita szövegek alapján valószínűleg ebben a térségben éltek.[forrás?]

## Földrajza
Paphlagonia területének nagy része hegyvidék, de vannak termékeny völgyei, ahol nagy mennyiségű földimogyoró és gyümölcs – főként szilva, cseresznye, körte – terem meg itt. A hegyeket sűrű erdők borítják, melyekben feltűnően sok a puszpáng. Emiatt már az ókori görögök is korán gyarmatot létesítettek itt. A gyarmatvárosok közül kiemelkedett a milétosziak által Kr. e. 630 körül alapított Szinópé. A Parthenius folyótól pár kilométerre keletre lévő Amastris a makedón uralkodók ideje alatt vált jelentős településsé, míg Amisus, a Szinópé által alapított kolónia a Halüsz folyótól nem sokkal keletre (és így Sztrabón szerint szoros értelemben véve már nem Paphlagonia részeként) erőteljes növekedése révén csaknem riválisa lett az alapítóvárosának.
A belső területek jelentősebb városai Gangra és Pompeiopolis voltak. Gangra az ókorban a paphlagon királyok székhelye volt, mely később Germanicopolis névvel a Galatiával közös határ közelében feküdt. Pompeiopolis az Amnias folyó völgyében feküdt, közel a Sztrabón által sandarake névvel említett arzénszulfid kiterjedt bányáihoz, amit nagyrészt Szinópén keresztül exportáltak.

## Történelme
Kr. e. 2000 körül Kisázsiában a hattik rendelkeztek fejedelemséggel, majd indoeurópaiak jelentek meg, akik vándorlása során több népcsoport is érkezett ide. Közülük a palaik (paphlagonok?) a későbbi Paphlagonia területén telepedtek meg, a hettiták és a luvik Anatólia középső és déli részén. A hettita forrásokban a Kr. e. 15. századtól megemlített kaskákról nem tudni, hogy már korábban itt éltek, etnikai kapcsolatban álltak-e a paphlagónokkal, avagy később vándoroltak ide, mint ahogy azt sem, hogy a palai névből származik-e terület elnevezése. Az azonban lehetségesnek tűnik, hogy a szomszédos Kappadókia lakosaival, akik az indoeurópai nyelvek egyik anatóliai ágát beszélték, rokonságban álltak. Nyelvük Sztrabón szerint kihalt. A Kr. e. 1660–1460 közötti időszakban egymás után létrejövő fejedelemségekből keletkezett többek között a Hettita Birodalom, ami 1460–1190 között állt fent. Ez a szövetségi módon szerveződő feudális állam 1259-ben békét kötött Egyiptommal. A kor két legnagyobb hatalma által kötött szerződés volt az első írásos formában megmaradt békeszerződés a történelemben.
Az Anatólia egyik legősibb népének számító paphlagónokat a trójai háború során a trójaiak szövetségeseiként említik, melynek során királyuk, Pülaimenész és fia, Harpalion odavesztek. Homérosz és Titus Livius szerint a paphlagónok egy csoportját (görög nevük: Enetoi) elűzték egy felkelés alkalmával. Ők a vereséget szenvedett trójaiak Anténór herceg vezette csoportjával elvándoroltak az Adriai-tenger északi részére és később a helyi euganei-kkel összeolvadva a Venetia nevet adták a területnek, ahol letelepedtek.
Legkésőbb már a Kr. e. 7. századtól kezdődően Milétosz ión város kolóniákat alapított a Fekete-tenger partvidékén. Ekkor már hosszabb ideje fennállt kereskedelmi kapcsolat a görögök és az Észak-Anatólia lakosai között. Kr. e. 500 körül a terület déli részét a Perzsa Birodalom olvasztotta magába. Hérodotosz a paphlagónokat a Kürosz által legyőzött népek között említi, akik egy jelentős haderőt küldtek I. Xerxész haderejébe Kr. e. 480 körül. Xenophón feljegyezte róluk, hogy saját fejedelmük irányítása alatt állnak, ami talán a vidék adottságai, a szélfútta hegyei és a nehezen járható hágói miatt volt így. Az összes uralkodójuk a Pülaimenész nevet viselte, amivel azt kívánhatták jelezni, hogy a paphlagónok Iliászban hasonló névvel említett vezetőjének a leszármazottainak tartják magukat.

### A Pontoszi Királyság alatt
A későbbiek folyamán Paphlagonia a makedón királyok uralma alá került és Nagy Sándor halála után Kappadókiával és Müsziával együtt a hódító titkárához, Eumenészhez került. Ennek ellenére továbbra is helyi fejedelmek kormányozták, mígnem a felemelkedő Pontoszi Királyság hatalma alá nem vonta. Pontosz uralkodói megszerezték Paphlagonia nagyobb részét már I. Mithridatész (302–266) idején, de Szinópét csak I. Pharnakész szerezte meg Kr. e. 183-ban. Ettől kezdve az egész tartomány Pontosz részét képezte egészen VI. Mithridatész Kr. e. 65-ben bekövetkezett bukásáig.

### A Római és a Bizánci Birodalmak kora
Kr. e. 64-ben Pompeius hét új várost alapított az eddig sok apró fejedelemség kezén levő belső területeken és a Bithynia et Pontus néven létrehozott provincia része lett. Az új városok közül a legjelentősebb Pompeiopolisz lett, mely település egészen a kora középkor kezdeti időszakáig Paphlagonia középső részének politikai és gazdasági központja maradt. Szinópé az egyetlen kedvező fekvésű kikötővel a római korban is a legfontosabb tengerparti város volt. A rómaiak Paphlagoniától keletre Syria, délre Cilicia névvel szerveztek meg provinciákat. Paphlagonia, Galatia, Kappadókia és Kommagéné Róma vazallusaiként és ütközőállamokként megtarthatták a trónjaikat. Miután az uralkodói dinasztia Paphlagoniában kihalt, a terület egészét betagolták a Római Birodalomba. A Paphlagonia megnevezést a geográfusok ezt követően is használták, bár a határait Claudius Ptolemaiosz nem adta meg pontosan. Csak Augustus és a „Pax Romana” hozta el a térség számára a virágkort, ami a 2. századig, Traianus és Hadrianus császárok idejéig tartott. Diocletianus császár 295-ös közigazgatási reformját követően Bithynia et Pontus provinciát három részre bontották és így jöttek létre Bithynia, Paphlagonia és Diospontus provinciák. Paphlagonia egy részét 384-387 között az újonnan létrehozott Honorias provinciához csatolták.
A Paphlagonia megnevezés a Kr. u. 5. században ismét feltűnt önálló provinciaként (Hieroklész: Synecdemus c. 33). A 7. században a bizánci Opszikion thema, később a Bukellarion thema része lett mielőtt 820 táján Paphlagonia néven ismét önálló théma lett.
A 13. század elején előbb a Trapezunti Császárság, majd a törökök szerezték meg. A szeldzsuk törökök birodalmát a 13. században a mongolok döntötték meg és területe sok apró fejedelemségre hullott szét. Az Oszmán dinasztia vonta hatalma alá ezeket a területeket és 1326-ban bevették a bizánci Bursát is, ami után Paphlagonia hamarosan véglegesen elveszítette autonómiáját és történelmi megnevezését.

## Legjelentősebb városai
- Gangra (Kiankari)
- Hadrianopolis
- Kastamon (Kastamonu)
- Kytoros (Kidros)
- Pompeiopolis
- Sesamos, a későbbi Amastris (Amasra)
- Szinópé (Sinop)
- Stephane (Istifan)

## Hozzájárulás a római haderőhöz
A Római Császárság idején Paphlagonia területéről három alakulatba (auxilia) soroztak be helyieket:
- Cohors I Ulpia Paphlagonum
- Cohors II Ulpia Paphlagonum
- Cohors III Ulpia Paphlagonum

## Ismert paphlagoniai származású emberek
- Artoxares (Kr. e. 5. század) eunuch, I. Artaxerxész és II. Dareiosz persza királyok követe
- Szinópéi Diogenész (Kr. e. 4. század) görög filozófus, egyike a cinikus filozófia alapítóinak
- Abonuteichosi Sándor (Kr. u. 105 – c. 170 kb.), más néven Paphlagón Sándor, avagy a hamis próféta Sándor
- Szent Philaretos (8. század)
- II. Theodóra (9. század) Theophilus bizánci császár felesége
- Johannisz Mauropousz (11. század) kelt-római költő és író
- IV Mikhaél bizánci császár
- Cardiai Eumenész (mígnem a Trójába való távozás mellett nem döntött és vissza nem tért onnan)

## Fordítás
- Ez a szócikk részben vagy egészben  a   Paphlagonia című angol Wikipédia-szócikk ezen változatának fordításán alapul.  Az eredeti cikk szerkesztőit annak laptörténete sorolja fel. Ez a jelzés csupán a megfogalmazás eredetét és a szerzői jogokat jelzi, nem szolgál a cikkben szereplő információk forrásmegjelöléseként.
- Ez a szócikk részben vagy egészben  a   Paphlagonien című német Wikipédia-szócikk ezen változatának fordításán alapul.  Az eredeti cikk szerkesztőit annak laptörténete sorolja fel. Ez a jelzés csupán a megfogalmazás eredetét és a szerzői jogokat jelzi, nem szolgál a cikkben szereplő információk forrásmegjelöléseként.